# فدراسیون تیراندازی ارمنستان
فدراسیون تیراندازی جمهوری ارمنستان (ارمنی: Հայաստանի հրաձգության ֆեդերացիա) که با نام فدراسیون تیراندازی ارمنستان نیز شناخته می‌شود، نهاد تنظیم‌کننده ورزش تیراندازی در ارمنستان می‌باشد که توسط کمیته المپیک ارمنستان اداره می‌شود و مقر آن در شهر ایروان واقع شده است.

## تاریخچه
این فدراسیون در سال ۱۹۹۳ میلادی تأسیس شد و ریاست فعلی آن را آرتور هوهانیسیان برعهده دارد. این فدراسیون عضو کامل فدراسیون بین‌المللی ورزش تیراندازی و کنفدراسیون تیراندازی اروپا می‌باشد.
تیراندازان ارمنستانی در مسابقات قهرمانی تیراندازی در سطوح مختلف اروپایی و بین‌المللی از جمله در مسابقات قهرمانی تیراندازی جهانی ISSF و بازی‌های المپیک تابستانی شرکت می‌کنند.